# Redstone Arsenal

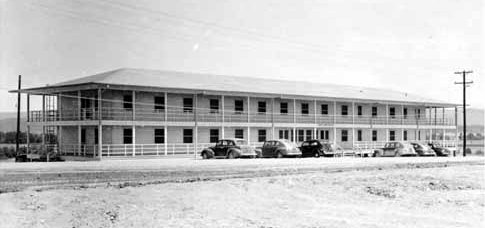
Das erste Gebäude 1941

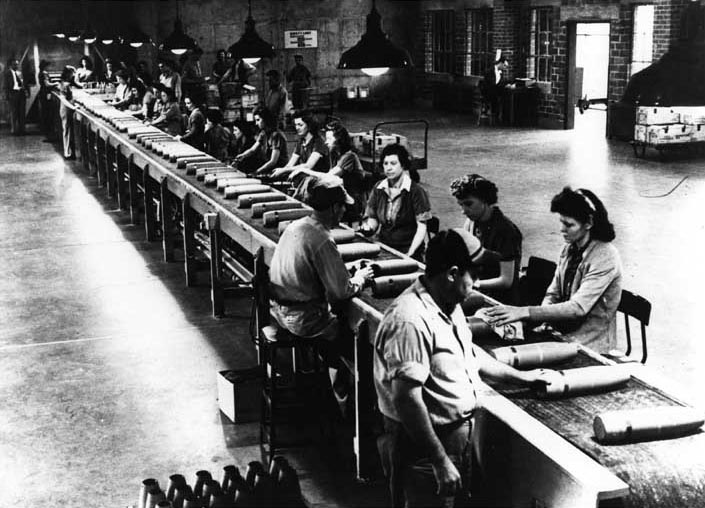
Granatenproduktion 1942

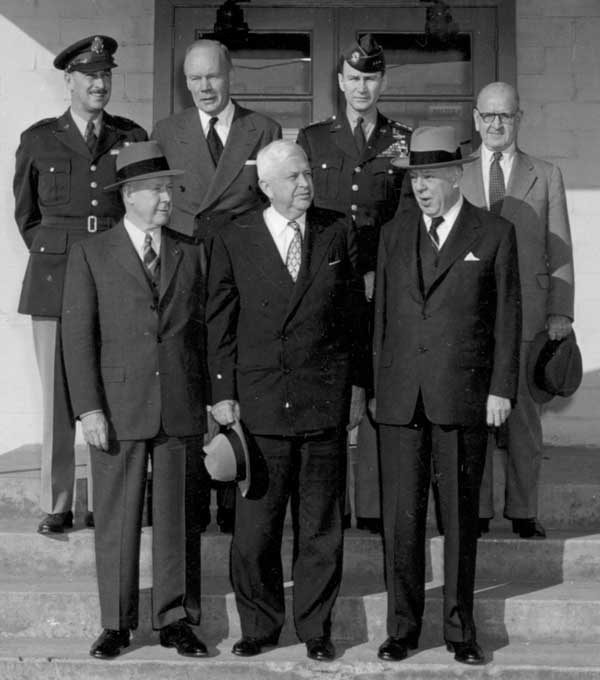
Inspektion des Redstone Arsenals im Februar 1956. Vordere Reihe v. l. n. r.: Marinestaatssekretär Charles S. Thomas, Verteidigungsminister Charles E. Wilson, Heeresstaatssekretär Wilber M. Brucker; Obere Reihe v. l. n. r.: ABMA Commander Major General J. B. Medaris, Assistenzsekretär der Marineluftfahrt James H. Smith sowie Lieutenant General James M. Gavin und W. E. Martin – beide zuständig für Forschung und Entwicklung in der Armee

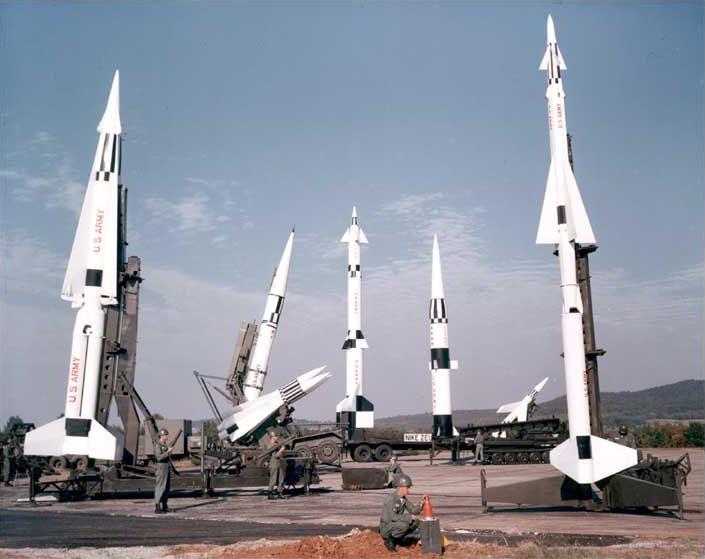
Raketen im Redstone Arsenal

Das Redstone Arsenal in Huntsville im Madison County, Alabama ist ein Gelände der US Army sowie ein Census-designated place. Bekannt ist es heute vor allem durch das hier beheimatete Marshall Space Flight Center der NASA. Der Name Redstone leitet sich aus der überwiegend roten Erde der Umgebung ab.

## Geschichte

### Im Zweiten Weltkrieg
Mitte 1941, als sich eine Verwicklung der USA in den Zweiten Weltkrieg abzeichnete, beschloss der Kongress zusätzliche Waffenproduktionsstätten zu erbauen. Redstone Arsenal war eine von zwei Waffenfabriken zur Herstellung von chemischen Waffen in Huntsville. Die zweite hieß Huntsville Arsenal.
Während im Huntsville Arsenal mehrere Chemiefabriken zur Herstellung der Kampfstoffe gebaut wurden, gehörte zum Redstone Arsenal eine Befüllungsanlage für Granaten. Für die Armeebediensteten gab es eine kleine Barackensiedlung, wo auch eine Krankenstation und eine Poststelle zu finden waren. Für die Verwaltung und Unterbringung der Offiziere entstand ein größeres Gebäude. Zur Verbindung der Fabriken untereinander im gesamten Huntsville-Areal wurde ein 75 Meilen langes Schienensystem aufgebaut.
Ende 1941 begann die Beschaffung der Rohstoffe und die Rekrutierung von Arbeitern. Am 5. Februar 1942 eröffnete offiziell die Produktionsstätte. Nun begann auch der Bau eines großen Waffenlagers. Die Produktion von verschiedenfarbigen Nebelstoffen und Brandbeschleunigern begann in den Chemiefabriken von Huntsville im März 1942. Kurz darauf wurden auch die Produktionslinien zur Erzeugung von Chlor- und Senfgas gestartet. Auch die Munitionsbefüllung auf dem Redstone Arsenal konnte nun beginnen.
Ab September 1942 wurden auch Rauchgashandgranaten mit Nebelstoffen in unterschiedlichen Farben gefertigt. Kurz darauf konnte die Produktion auch auf größere Rauchkanister ausgedehnt werden. Tränengasgranaten und Phosphorgeschosse kamen 1943 dazu. Anfang 1943 ging die erste Testschussanlage für Granaten in Betrieb, und Mitte des Jahres konnte ein größeres Gelände mit Zielen für Testbombenabwürfe eröffnet werden.
Zwischen März 1942 und September 1945 wurden trotz mehrerer tödlicher Unfälle auf dem Gelände des Redstone Arsenals mehr als 45,2 Millionen Munitionseinheiten produziert. Mitte 1944 arbeiteten 6.707 Zivilbeschäftigte auf dem Gelände. Nach dem Ende des Zweiten Weltkrieges wurde die Waffenproduktion eingestellt, und das Gelände diente zeitweise als Zwischenlager für die nie eingesetzten chemischen Waffen, bis mit deren Vernichtung begonnen werden konnte.

### Die Raketen-Ära
Mit dem sogenannten Fred Project, einem Programm zur Entwicklung von Flüssigtreibstoffen zum Antrieb von Raketen, kam der erste Kontakt zur Raketenindustrie zustande. In Florida konnten zwei JB-2-Raketen (die der deutschen V1 ähnelten), erfolgreich getestet werden.
Nachdem zwischenzeitlich sogar Autos in den alten Produktionsstätten gefertigt wurden, entschloss sich die US-Armee im Oktober 1948, hier ein Forschungs- und Entwicklungszentrum für Raketen zu errichten. 1949 siedelten sich mehrere Firmen an, die Raketentreibstoff entwickelten. Der erste Auftrag war die Konstruktion eines Raketenmotors für eine panzerbrechende Rakete.
Am 28. Oktober 1949 wurde beschlossen, dass die Gruppe um Wernher von Braun, die ihre Raketentests in Fort Bliss in Texas durchführte, nach Huntsville verlegt werden sollte. Sie kam im April 1950 an. Während der ersten zehn Jahre beschäftigte sich die Armee nun mit der Entwicklung militärischer Kurz- und Langstreckenraketen. Doch als der Wettlauf ins All begann, wurde auch hier die Weltraumfahrt mehr und mehr unterstützt. Mithilfe der Raketeneinheit des Redstone Arsenal gelang es den USA am 31. Januar 1958, mit Explorer 1 ihren ersten Satelliten mit einer Jupiter-C-Rakete ins All zu befördern.
Am 1. Juli 1960 ging das Redstone Arsenal Weltraumprogramm offiziell mit der Gründung des Marshall Space Flight Centers auf die NASA über. Die US-Armee entwickelte nun nur noch Raketen für militärische Zwecke.
Der alte Raketenprüfstand auf dem Redstone Arsenal ist als Baudenkmal erhalten und wurde am 13. Mai 1976 als Konstruktion in das National Register of Historic Places aufgenommen. Am 3. Oktober 1985 wurde er als National Historic Landmark anerkannt.

### Militärische Raketen, die im Redstone Arsenal entwickelt wurden
- Honest John (Artillerie-Rakete großen Kalibers)[3]
- Corporal (Boden-Boden-Rakete auch mit nuklearem Gefechtskopf)[4]
- Lacrosse (Boden-Boden-Rakete auch mit nuklearem Gefechtskopf)[5]
- Loki (Boden-Luft-Rakete)
- Major (vorm. Hermes) (Boden-Boden-Rakete)
- Nike (Nike Ajax, Nike Hercules) (Boden-Luft-Rakete)[6]
- Redstone (Boden-Boden-Rakete auch mit nuklearem Gefechtskopf, später auch bei der NASA zur Weltraumfahrt eingesetzt)[7]
- Hawk (Boden-Luft-Rakete)[8]
- Dart (Panzerabwehrrakete)[9]
- Vanguard
- Sergeant (Boden-Boden-Rakete)[10]
- LittleJohn (Boden-Boden-Artillerie-Rakete auch mit nuklearem Gefechtskopf)[11]
- Jupiter (Boden-Boden-Rakete auch mit nuklearem Gefechtskopf, basierend auf der Redstone)[12]
- Redeye (Boden-Luft-Rakete)[13]
- Pershing (Boden-Boden-Rakete auch mit nuklearem Gefechtskopf)[14]
- Dragon (Panzerabwehrrakete)[15]
- Lance (Boden-Boden-Rakete auch mit nuklearem Gefechtskopf)[16]
- TOW (Panzerabwehrrakete)[17]
- Patriot (Boden-Luft-Rakete)[18]
- Stinger & Avenger (Boden-Luft-Rakete)[19]
- Javelin (Panzerabwehrrakete)[20]